# NGC 2814
NGC 2814 (другие обозначения — UGC 4952, MCG 11-12-4, ZWG 312.3, IRAS09170+6428, PGC 26469) — спиральная галактика (Sb) в созвездии Большой Медведицы. Открыта Уильямом Гершелем в 1791 году.
Этот объект входит в число перечисленных в оригинальной редакции «Нового общего каталога».
Галактика NGC 2814 входит в состав группы галактик NGC 2805. Помимо NGC 2814 в группу также входят NGC 2805, NGC 2820, NGC 2880, IC 2458 и UGCA 442.
Особо тесно галактика взаимодействует с NGC 2820 и с галактикой Маркарян 108, все три галактики испытывают приливные взаимодействия и лобовым давлением. В радиодиапазоне наблюдаются протяжённые структуры между галактиками, вызванные приливными силами. Диск галактики также искажён: оптически диск ориентирован с севера на юг, а диск из нейтрального водорода наклонён, в приливных структурах NGC 2814 наблюдается повышенный темп звездообразования. Излучение в радиодиапазоне в северной части диска имеет резкую границу, что, вероятнее всего, связано с лобовым давлением.